# Macrothemis
Macrothemis – rodzaj ważek z rodziny ważkowatych (Libellulidae).

## Podział systematyczny
Do rodzaju należą następujące gatunki:

- Macrothemis absimilis
- Macrothemis aurimaculata
- Macrothemis belliata
- Macrothemis brevidens
- Macrothemis calliste
- Macrothemis capitata
- Macrothemis celeno
- Macrothemis cynthia
- Macrothemis declivata
- Macrothemis delia
- Macrothemis extensa
- Macrothemis fallax
- Macrothemis flavescens
- Macrothemis griseofrons
- Macrothemis guarauno
- Macrothemis hahneli
- Macrothemis hemichlora
- Macrothemis heteronycha
- Macrothemis hosanai
- Macrothemis idalia
- Macrothemis imitans
- Macrothemis inacuta
- Macrothemis inequiunguis
- Macrothemis lauriana
- Macrothemis ludia
- Macrothemis lutea
- Macrothemis marmorata
- Macrothemis mortoni
- Macrothemis musiva
- Macrothemis newtoni
- Macrothemis nobilis
- Macrothemis pleurosticta
- Macrothemis polyneura
- Macrothemis proterva
- Macrothemis pseudimitans
- Macrothemis rochai
- Macrothemis rupicola
- Macrothemis taurepan
- Macrothemis tenuis
- Macrothemis tessellata
- Macrothemis ultima
- Macrothemis valida